# Athous bicolor
Athous bicolor là một loài bọ cánh cứng trong họ Elateridae. Loài này được Goeze miêu tả khoa học năm 1777.

## Hình ảnh

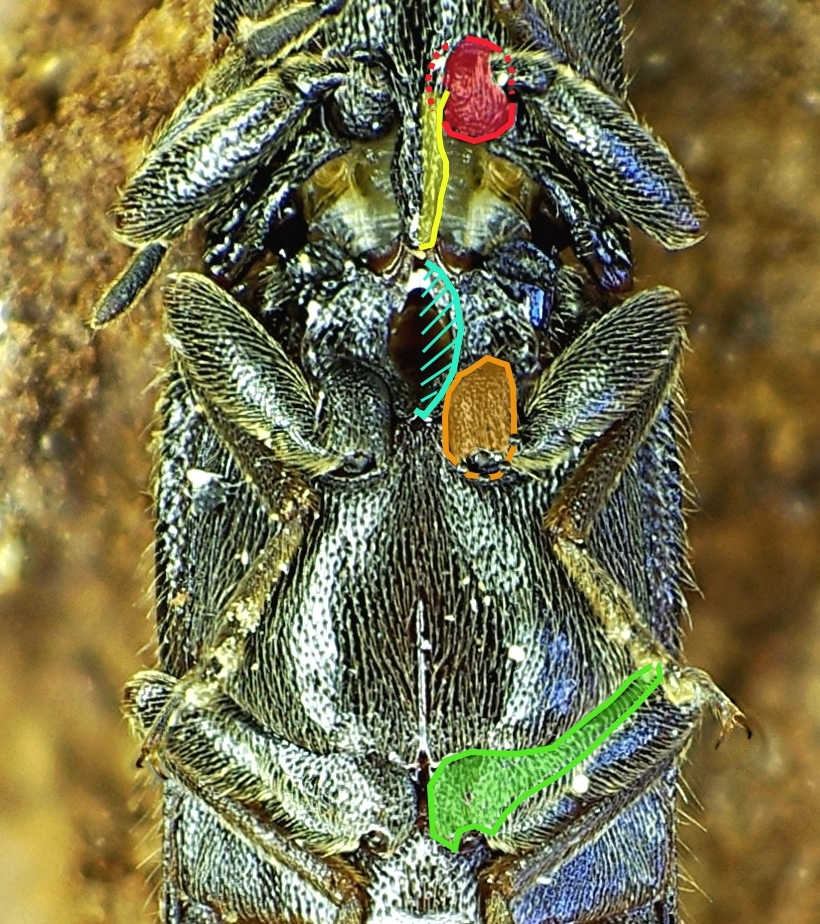
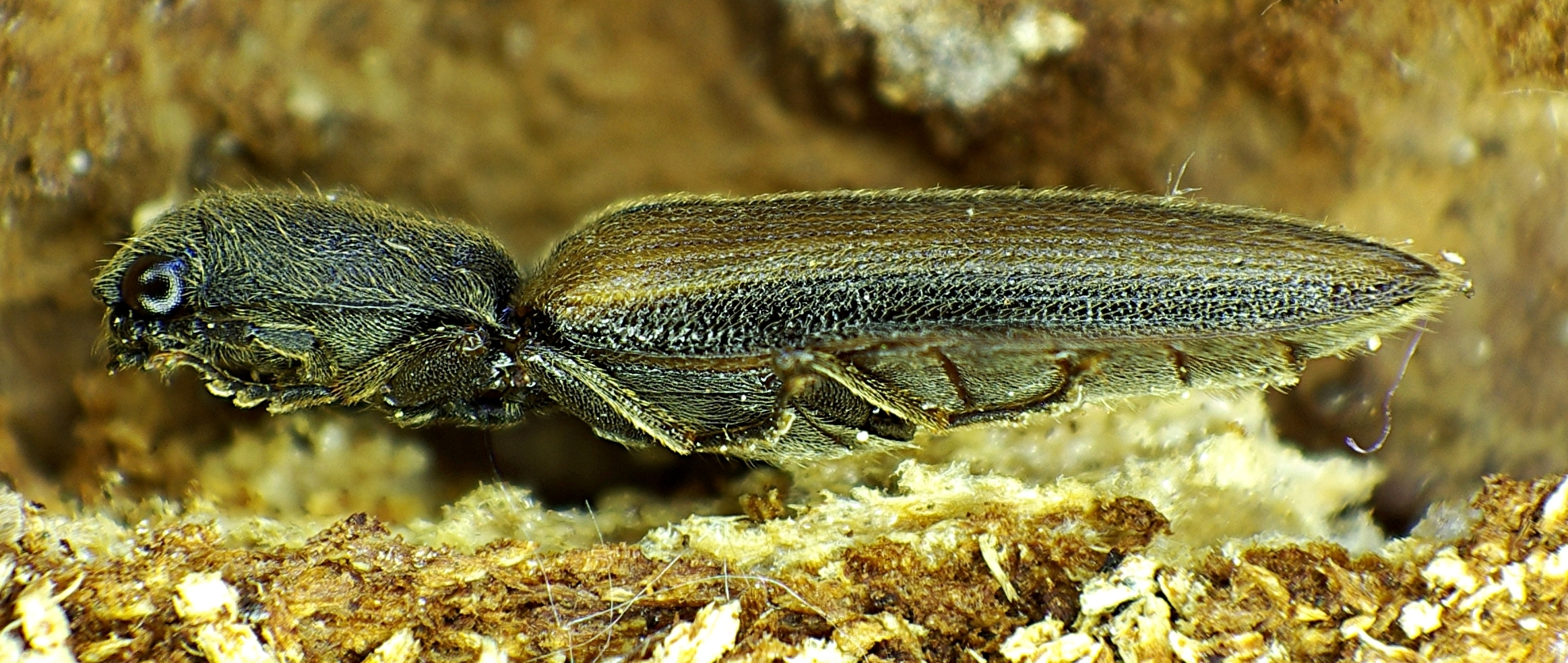
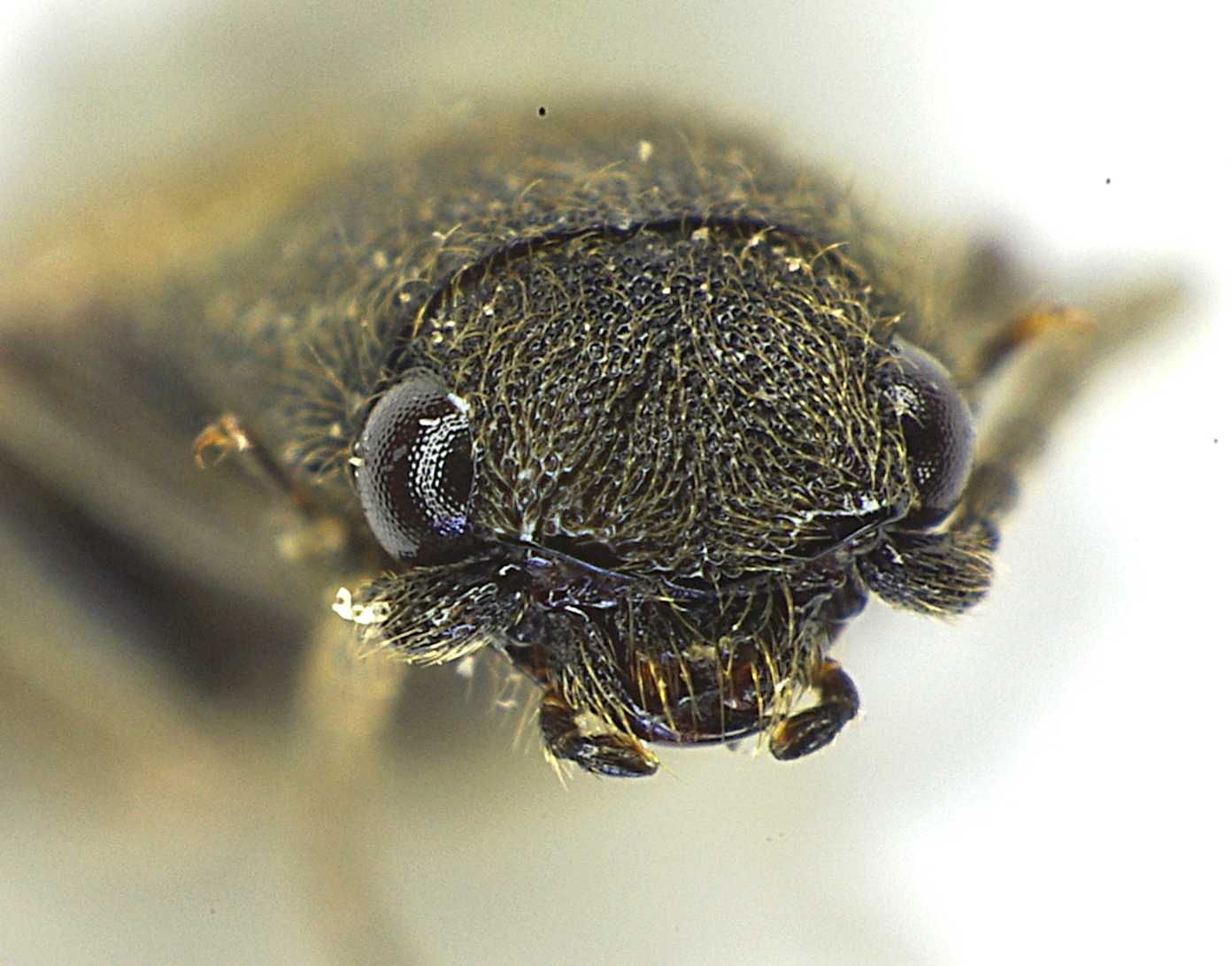
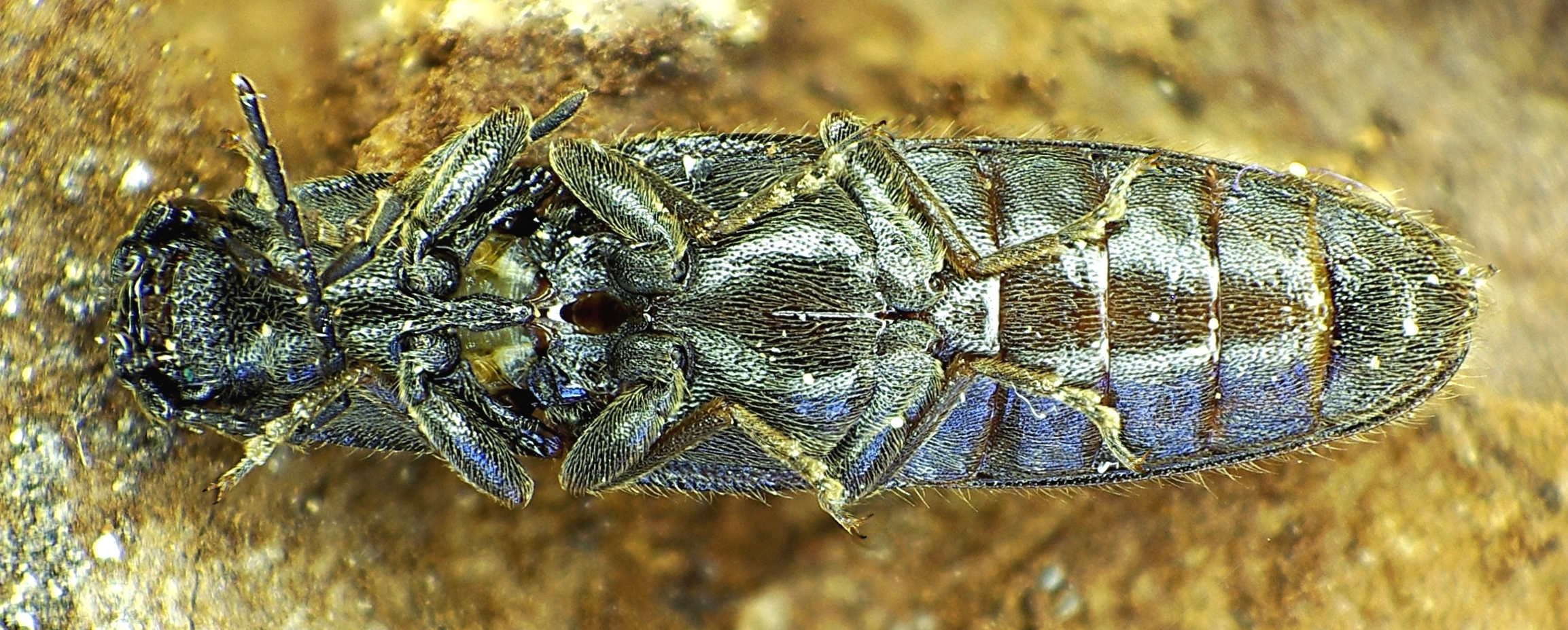